# مكشاف كهربائي

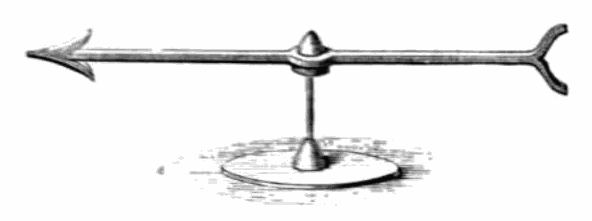
Versorium لِغلبرت، أول مكشاف كهربائي اُخترع

المكشاف الكهربائي هو جهاز علمي قديم استخدم للكشف عن وجود شحنة كهربائية على الجسم. يكتشف الشحنة بحركة جسم الاختبار بسبب قوة كولوم عليه. كمية الشحنة على جسم ما تتناسب مع جهده. يتطلب تراكم الشحنة الكافية للكشف باستخدام المكشاف الكهربائي مئات أو آلاف الفُلطات لذلك تُستخدم المكاشيف الكهربائية مع مصادر الجهد العالي مثل الكهرباء السكونية ومولدات الكهرباء الساكنة. يستطيع المكشاف الكهربائي فقط أن يعطي مؤشراً تقريبيًا على كمية الشحنة؛ تسمى الأداة التي تقيس الشحنة الكهربائية كميًا مكهارًا.
كان المكشاف الكهربائي أول جهاز قياس كهربائي. كان أول مكشاف كهربائي إبرةً محورية، اخترعها الطبيب البريطاني وِليم غِلبَرت نحو عام 1600. المكشاف الكهربائي ذو الكرة اللبية والمكشاف الكهربائي ذهبي الوريقات نوعان تقليديان من المكشاف الكهربائي اللذان لا يزالان يستخدمان في تعليم الفيزياء لإثبات مبادئ الكهرباء الساكنة. يستخدم نوع من المكشاف الكهربائي أيضًا في مقياس جرعات إشعاع ألياف المرو. استخدم العالم النمساوي فِكُتور هيس المكاشيف الكهربائية في اكتشاف الأشعة الكونية .